# Nationalt Videncenter for Læsning
Nationalt Videncenter for Læsning er et dansk forskningscenter som beskæftiger sig med literacy, læsning, skrivning og sprog. Centeret blev oprettet den 1. september 2006 på Undervisningsministeriets initiativ. Udgiver to gange årligt fagtidsskriftet Viden om Literacy.